# Qinnasrin
Qinnasrin (in arabo قنسرين‎?; siriaco ܣܘܪܝܝܐ) è un sito archeologico della Siria, a 40 km da Aleppo, che corrisponderebbe all'antica città di Chalcis.
Il nome della città è di origini aramaica e appare come Qenneshrīn nei testi siriaci, composta cioè dalle parole qinnā (nido) e nasrīn (delle aquile).
Nel Talmud babilonese ( Talmud bavli ) si trova sotto la forma Kannishrayyā, mentre gli storici del medioevo parlavano di Canestrine.

## Storia
La città di Chalcis fu fondata dai Seleucidi. Nel 252 la città fu occupata dalla armate sasanidi di Sapore I, nel corso della spedizione militare di quegli anni.
Si racconta che San Girolamo (347-420) si ritirò nel deserto di Chalcis dal 375 al 376. Monaci cristiani siriaci vi fondarono un importante monastero.
Alla fine del 636, Abū ʿUbayda b. al-Jarrāḥ su ordine del califfo ʿUmar b. al-Khaṭṭāb fu catturato da Homs. Un terremoto aiutò i musulmani a far crollare parte delle fortificazioni. Due erano le città da conquistare: Chalcis e Cesarea marittima. Abū ʿUbayda inviò un distaccamento sotto il comando di Khālid b. al-Walīd per conquistare Chalcis. La città alla fine fu distrutta e la guarnigione massacrata. Abū ʿUbayda, conquistata in seguito anche Aleppo, divenne il governatore di tutta la Siria. Nel 639, un esercito di oltre centomila uomini sotto il comando dell'imperatore bizantino Eraclio, giunse sotto le mura di Emesa. Abū ʿUbayda chiese rinforzi. Yazīd b. Abī Sufyān raggiunse a Damasco, Mu'awiya ibn Abi Sufyan a Cesarea, mentre Khālid b. al-Walīd rimaneva a Chalcis per raccogliere un esercito in attesa di rinforzi proveniente dall'Iraq.
Nel 718, il califfo Sulaymān b. ʿAbd al-Malik moriva proprio a Qinnasrīn di indigestione.

## Archeologia del sito
Le ricerche archeologiche sono state compiute sull'area denominata Hādhir Qinnasrīn, divisa in due differenti siti lungo 4 km delle sponde del fiume Quwayq. Si tratterebbe del sito di Chalcis/al-ʿĪss e di al-Hādhir/Qinnasrīn.
Il sito di Chalcis non è stato ancora stato indagato in modo adeguato, mentre quello di Hādhir, solo in parte e per un breve periodo. Il programma di ricerca è iniziato nel 1997 da un team guidato da Marianne Barrucand (Università di Parigi IV), che ha lavorato con Donald Whitcomb (Istituto Orientale dell'Università di Chicago) e Clauss-Peter Haase (Museo di Arte e storia a Berlino). La difficoltà degli scavi di questi due siti deriva dal fatto che sono zone abitate. Nel caso di al-Hādhir si tratta di una città di 25.000 abitanti.